# Nikola Tavelić – 50 godina svetosti
Nikola Tavelić – 50 godina svetosti, hrvatski dokumentarni film HRT-a iz 2020. godine o sv. Nikoli Taveliću.

## Povijest snimanja
Zamisao za film nastala je za vrijeme snimanja Šibenske molitve 2018. godine, a jedan od glavnih inicijatora bio je fra Ivan Bradarić, koji je tijekom tri godine raznim inicijativama pripremao proslavu 50. obljetnice kanonizacije Nikole Tavelića.
Sniman je u Svetoj zemlji s naglaskom na Jeruzalem, u Zagrebu ( u župi sv. Nikole Tavelića na Kustošiji i u crkvi sv. Antuna i samostanu Svetog Duha franjevaca konventualaca), Šibeniku (u svečevu nacionalnom svetištu i samostanu u kojem je boravio), te u Bosni i Hercegovini gdje je sv. Nikola misionarski djelovao. Snimljena je bogata arhivska građa. Uvršteni su ulomci filma kanonizacije po papi Pavlu VI. u bazilici sv. Petra u Rimu 21. lipnja 1970. godine zahvaljujući nositelju autorskih prava Kršćanskoj sadašnjosti.
Film je pretpremijerno prikazan 19. lipnja 2020. u kongresnoj dvorani  Interpretacijskog centra Civitas Sacra u Šibeniku u okviru neposredne priprave za proslavu velikoga jubileja 50 godina kanonizacije sv. Nikole Tavelića. Na HTV televiziji je premijerno prikazivanje planirano na obljetnicu kanonizacije, 21. lipnja 2020.

## Radnja
Film predstavlja svojevrsno hodočašće od Tavelićeva mjesta mučeničke smrti u Jeruzalemu sve do Šibenika gdje mu se ljudi utječu u Hrvatskom nacionalnom svetištu. Osim hodočašća, film sadrži razgovore sa svjedocima same kanonizacije i svega onoga što je njoj prethodilo. Sugovornici u filmu su kardinal Vinko Puljić, biskup Tomislav Rogić, rektor Svetišta fra Ivan Bradarić, redovnici četiriju franjevačkih provincija, jedna redovnica i svjetovne osobe.

## Osoblje
Scenarist i urednik dokumentarnog filma je Neno Kužina. Redatelj je Davor Borić Bubi, direktor fotografije Dražen Lipka, a montažerka Davorka Feller.